# Plaça de les Glòries Catalanes
La Plaça de les Glòries Catalanes (lett. "piazza delle Glorie Catalane") è una piazza di Barcellona.
Si trova nel distretto di Sant Martí al confine con il quartiere dell'Eixample e in essa confluiscono tre delle strade più importanti della città: l'Avinguda Diagonal, la Gran Via de les Corts Catalanes e l'Avinguda Meridiana.

## Storia
Inizialmente, Ildefons Cerdà, all'interno del suo piano urbanistico, concepì la piazza come uno dei grandi centri di Barcellona dove far confluire tre dei più importanti assi stradali.
L'attuale forma della piazza deriva da un progetto realizzato tra il 1990 e il 1992 dagli architetti Andreu Arriola, Gaspar Garcia, Joan e Artur Mas Juanmartí, con la consulenza dell'ingegnere aeronautico Adolf Monclús.
La riforma migliorò la rete stradale attraverso la creazione di alcuni viadotti, che diedero alla piazza l'aspetto attuale e permisero la realizzazione di un parco al suo interno, dove si trova un gruppo scultoreo di dodici pietre che evocano i momenti più gloriosi della storia della Catalogna.

## Trasporti

### Metropolitana
- Glòries